# Route nationale 196bis
Die Route nationale 196BIS, kurz N 196BIS oder RN 196BIS, ist eine französische Nationalstraße auf Korsika.
Die Straße wurde 1862 zwischen Bastia und Saint-Florent festgelegt. Dabei übernahm sie ein kurzes Stück der Route forestière 4, sowie einen längeren Abschnitt der RF5. 1933 erfolgte die Umnummerierung in N194. Diese wurde 1973 abgestuft und trägt heute die Nummer D69.